# B. Braun
För andra betydelser, se Braun.

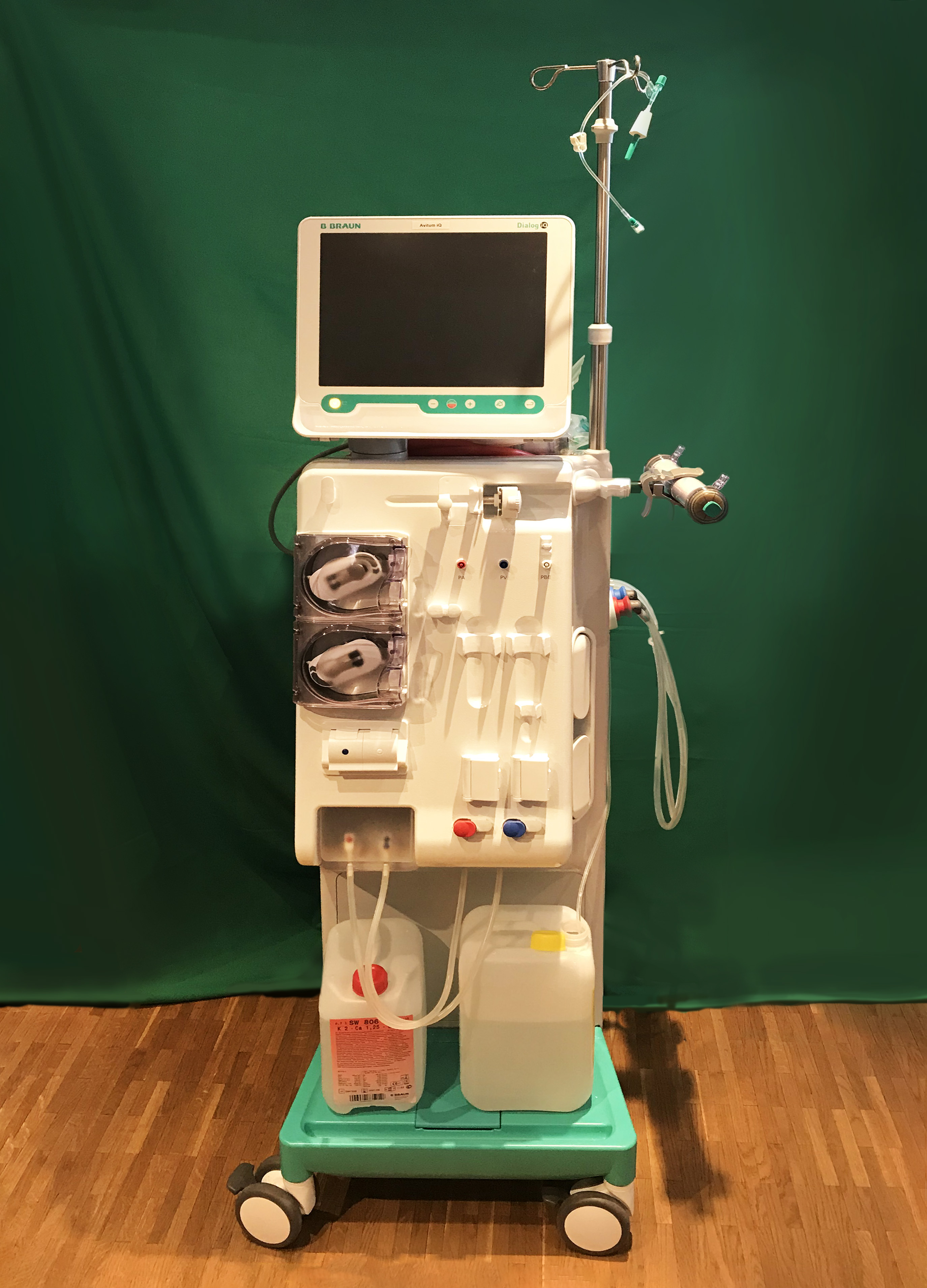
Dialysapparat för hemodialys

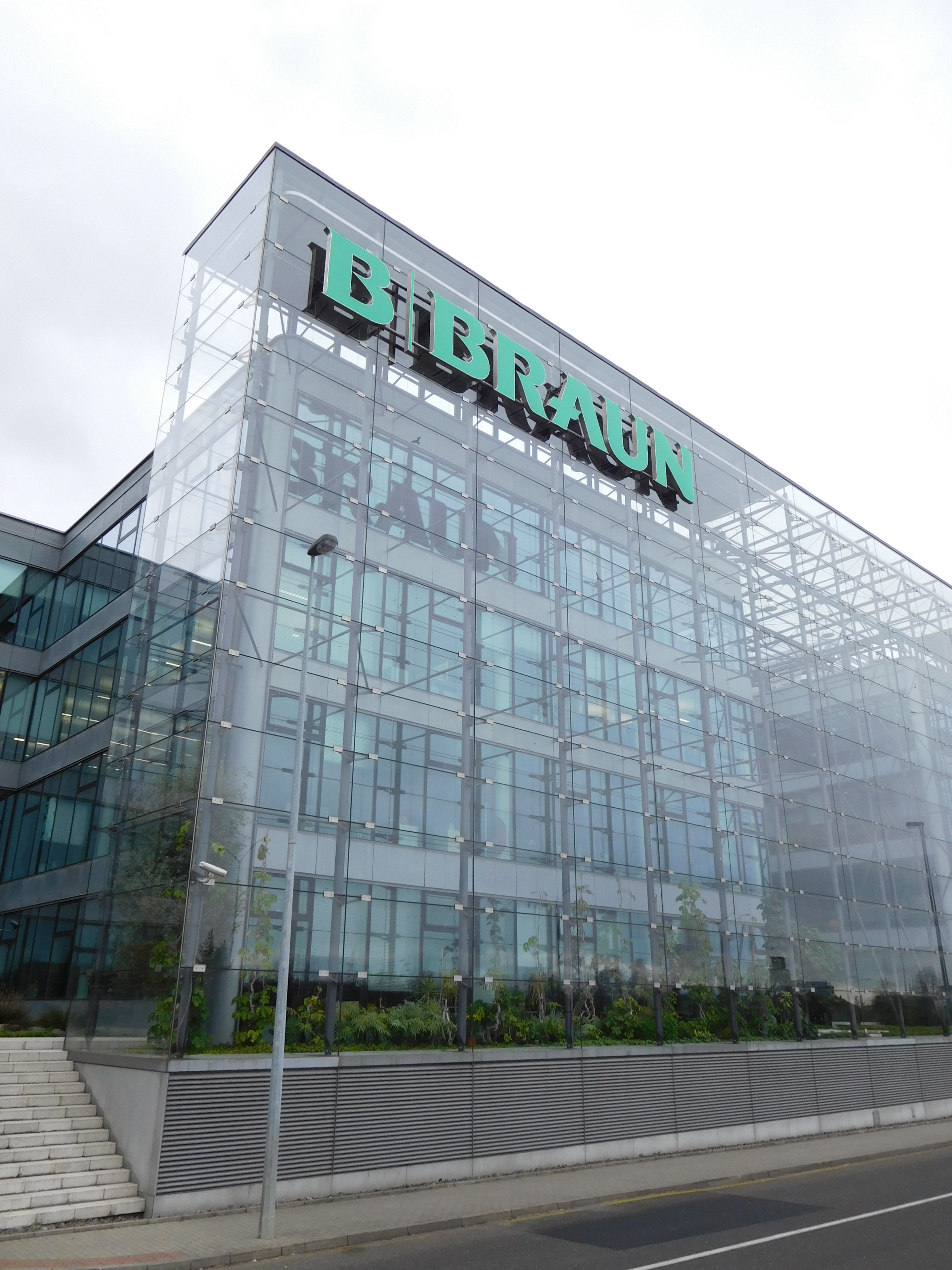
Prag, kontor för ett av dotterbolagen

B. Braun Melsungen AG är ett familjeägt läkemedels- och medicinteknikföretag med säte i Melsungen som ligger i Hessen, Tyskland. Företaget utvecklar, tillverkar och säljer sina produkter över hela världen. I Sverige representeras koncernen av bolagen B. Braun Medical AB och B. Braun Avitum AB, båda med huvudkontor i Danderyd norr om Stockholm.

## Historia
Företaget B. Braun grundades den 23 juni 1839 då Julius Wilhelm Braun köpte apoteket Rosen på Brückenhofstraße i den lilla staden Melsungen i mellersta Tyskland. Apoteket var redan då gammalt, det grundades 1702, och byggnaden finns kvar än idag.
1864 startade sonen Bernhard Braun produktionen av plåster och migränstift. 1867 separerades apoteket från produktionen av farmaceutiska produkter, och företaget registrerades i handelsregistret under det nuvarande namnet B. Braun. 1900 övertog Carl Braun apoteket och företaget från sin far. Ett viktigt årtal i medicinhistorien var 1908 då man började tillverka suturer av sterila fårtarmar. Nyheten var att materialet var resorberbart, det vill säga att det bryts ner av människokroppen och inte behöver tas bort.
1914 tillverkades de första blodtrycksmätarna. Den första utländska produktionsanläggningen upprättades i Milano 1925. 1935 inleddes produktionen av Synthofil A, ett icke-resorberbart syntetiskt suturmaterial.
År 1929 övertog Otto Braun verksamheten och 1937 blev Bernhard Braun (son till Carl Braun) vetenskaplig ledare. De båda bröderna drev på expansionen av företaget och utökade produktsortimentet. 1939 hade fabriken 500 medarbetare.
Efter andra världskriget utvecklades de första infusionspumparna och infusionsaggregaten av glas.
1949 kom Supramid-Braun ut på marknaden, ett kirurgiskt nylonbaserat suturmaterial. Fram till 1964 ökade omsättningen till 50 miljoner DM och företaget sysselsatte ungefär 1 700 medarbetare. 1966 grundades B. Braun-stiftelsen för att främja utbildning och vidareutbildning av läkare och vårdpersonal.
Företaget fortsatte att växa under 1960-talet i familjens ägo. 1968 överförde Otto och Bernard Braun 90 procent av sina andelar till barnen med nyttjanderättsförbehåll. Efter att företaget 1971 omvandlats till aktiebolag överfördes de återstående 10 procenten till barnbarnen i ett andra steg 1983.
Under 1970-talet startade ytterligare produktionsanläggningar i Malaysia, Frankrike och USA. 1976 förvärvade B. Braun företaget Aesculap AG i Tuttlingen och nådde därmed 425 miljoner DM i årsomsättning. Antalet medarbetare ökade till cirka 3 100 i samband med förvärvet.
Under 1980- och 90-talen fortsatte expansionen ut i världen. Redan 1998 passerade omsättningen fyra miljarder DM med 27 000 anställda.

## Företaget i dag
Under räkenskapsåret 2022 uppgick årsomsättningen till 8 499 miljarder euro. Företaget sysselsätter 65 055 medarbetare i mer än 60 länder och är fortfarande i grundarfamiljens ägo. 
2019 övertog Anna Maria Braun vd-rollen i koncernen från Heinz-Walter Große.
B. Braun har indelat sin verksamhet i fyra affärsområden:
- Hospital Care förser sjukhus med utrustning och produkter för klinisk vård och stationär behandling av patienter.
- Aesculap erbjuder handhållna kirurgiska instrument.
- Out Patient Market (OPM) tar hand om patientvård utanför sjukhusverksamheten samt vård av kroniskt sjuka och långtidspatienter.
- B. Braun Avitum är en helhetsleverantör av extrakorporeal blodbehandling (dialys).

Företaget har dotterbolag i de flesta länder man har verksamhet i. Dotterbolagen i Sverige heter B. Braun Medical AB och B. Braun Avitum AB. B. Braun Medical säljer medicintekniska produkter i Sverige och omsätter 520 miljoner kronor (2018). 2017 registrerades bolaget B. Braun Avitum som erbjuder dialysvård, exempelvis driver man Njurenheten vid Visby lasarett. 

## Kritik
På 1990-talet fick B. Braun kritik för sin produkt Lyodura som användes vid hjärnhinnetransplantationer. Det visade sig att företagen B. Braun och Biodynamics tagit emot hjärnhinnor från avlidna personer som burit på sjukdomar. B. Braun avbröt sin produktion i Tyskland 1996, och åren därefter plockades liknande produkter från andra tillverkare  bort från marknaden. Hjärnhinnetransplantationer med materialet Lyodura orsakade – främst i Japan – fram till år 2004 ungefär 120 infektioner av Creutzfeldt-Jakobs sjukdom.